# جزيرة فايغاش
جزيرة فايغاش ((الروسية: Вайга́ч)) هي جزيرة تقع في أرخبيل نوفايا زيمليا في المحيط المتجمد الشمالي بين بحري بيشورا وكارا. يفصل بين الجزيرة وشبه جزيرة يوغورسكي مضيق يوغورسكي وبين الجزيرة ونوفايا زيمليا مضيق كارا وتتبع الجزيرة أوكروغ نينيتس الذاتية الواقع ضمن أرخانجيلسك أوبلاست في روسيا.
- المساحة: 3,383 كيلومتر مربع (1,306 ميل2)
- الطول: ~ 100 كيلومتر (62 ميل)
- العرض: حتى 45 كيلومتر (28 ميل)
- متوسط درجات الحرارة : و20-°С (فبراير), +5°С (يونيو)
- أعلى قمة: 170 متر (560 قدم)

يتكون باطن أرض الجزيرة من الطين والحجر الجيري. وهناك عدة أنهار تقطع الجزيرة (20 حتى 40 كلم في الطول) مستنقعات وبحيرات صغيرة. الغطاء النباتي يقتصر على التندرا.
‌